# 哥倫比亞片鱂脂鯉
哥倫比亞片鱂脂鯉，為輻鰭魚綱脂鯉目脂鯉亞目鱂脂鯉科的其一種，分布於巴拿馬及哥倫比亞的淡水流域，體長可達13.5公分，棲息底層水域，生活習性不明。